# Paul He Zeqing
Paul He Zeqing (chiń. 何澤清; ur. 17 marca 1968) – chiński duchowny katolicki, biskup Wanxian od 2008.

## Życiorys
Święcenia kapłańskie otrzymał 30 listopada 1993.
W 2005 wybrany biskupem pomocniczym diecezji. Sakrę biskupią przyjął z mandatem papieskim 18 października 2005. W grudniu 2008 został biskupem ordynariuszem Wanxian.